# Palimna annulata
Palimna annulata là một loài bọ cánh cứng trong họ Cerambycidae.